# 柳博米尔·特拉维察
柳博米尔·特拉维察（羅馬化：Ljubomir Travica，1954年10月1日—），塞尔维亚男子排球运动员。他曾代表南斯拉夫国家队参加1980年夏季奥林匹克运动会排球比赛，结果获得第六名。